# Korytnica (powiat jędrzejowski)
Korytnica – wieś sołecka w Polsce położona w województwie świętokrzyskim, w powiecie jędrzejowskim, w gminie Sobków. Ma status sołectwa.
W latach 1954–1959 wieś należała i była siedzibą władz gromady Korytnica, po jej zniesieniu w gromadzie Chomentów. W latach 1975–1998 miejscowość należała administracyjnie do województwa kieleckiego.
Nazwa miejscowości, zapisana jako Choritnica, Corithnicza, może mieć związek z korytami rzek: Nidy i Czarnej Nidy. Pierwszą o niej wzmiankę źródłową posiadamy z roku 1224, kiedy to książę sandomierski Leszek Biały nadał w Korytnicy przywilej dla klasztoru jędrzejowskiego podczas zjazdu rycerskiego.
W okolicach Korytnicy znajduje się słynne mioceńskie stanowisko paleontologiczne, gdzie znaleziono przede wszystkim liczne gatunki kopalnych ślimaków. Niektórym ze znalezionych tam skamieniałości nadano nazwę od nazwy wsi, na przykład mszywiołowi Stephanollona korytnicensis.

## Części wsi
| SIMC    | Nazwa       | Rodzaj    |
| ------- | ----------- | --------- |
| 0270343 | Piekło      | część wsi |
| 0270350 | Przypuśnica | część wsi |
| 0270366 | Pusta       | część wsi |
| 0270372 | Zagórze     | kolonia   |

## Historia
W połowie XV w. dziedzicami Korytnicy byli: Piotr Balicki i Jan Rokosz herbu Półkozic, Długosz L.B. (t.II, s.393).)
Kościół parafialny, założony w 1413 przez Floriana dziedzica Korytnicy, przez 20 lat był w ręku różnowierców (aryanów?), w 1596 r. był na nowo konsekrowany. Obecnie istniejący murowany, zbudowano w  1645 roku, fundator kościoła nieznany.
Według spisu miast, wsi, osad Królestwa Polskiego z 1827 roku było tu 93 domów, 541 mieszkańców.
Dobra Korytnica  składały się z folwarków; Korytnica, Janów, Racławice, Niziny oraz wsi Korytnica. Rozległość dominialna wynosiła mórg 2244. Budynków murowanych było 18, drewnianych 1. Stosowano płodozmian dziwięciopolowy, był młyn wodny, 4 stawy, pokłady torfu i kamienia wapiennego w okolicy.
Wieś Korytnica liczyła osad 95, z gruntem mórg 677.
Według spisu powszechnego z roku 1921, Korytnica liczyła 1126 mieszkańców i 232 budynki.

## Zabytki
- Kościół parafialny pw. św. Floriana z lat 1645–1656, przebudowany w XVIII w., wpisany do rejestru zabytków nieruchomych (nr rej.: A.151/1-2 z 14.01.1957 i z 11.02.1967)[13].
- Dzwonnica z 1837 r. (nr rej.: A.151/1-2 z 16.01.1985)[13].